# Degar
Degar (lub Dega – góral, z języka rade) – nazwa, jaką określają się rdzenni mieszkańcy Płaskowyżu Centralnego w środkowym Wietnamie. W literaturze zachodniej używana jest równolegle nazwa Montagnards, pochodząca z języka francuskiego. Do grupy tej należą zarówno mniejszości etniczne pochodzenia austronezyjskiego (Gia Rai, Rade, Ra Glai, Chu Ru), jak i mon-khmerskiego (Ba Na, Cờ Ho, Xơ Đăng, Bru, ...). Z ludem Degar związana jest również nazwa Bajaraka, od nazwy utworzonego w czasie wojen indochińskich frontu wyzwoleńczego. Jest to skrót pochodzący od pierwszych liter czterech głównych narodowości: Bahnar (Ba Na), Jarai (Gia Rai), Rade i Kaho (Cờ Ho).